# Gau Schleswig-Holstein

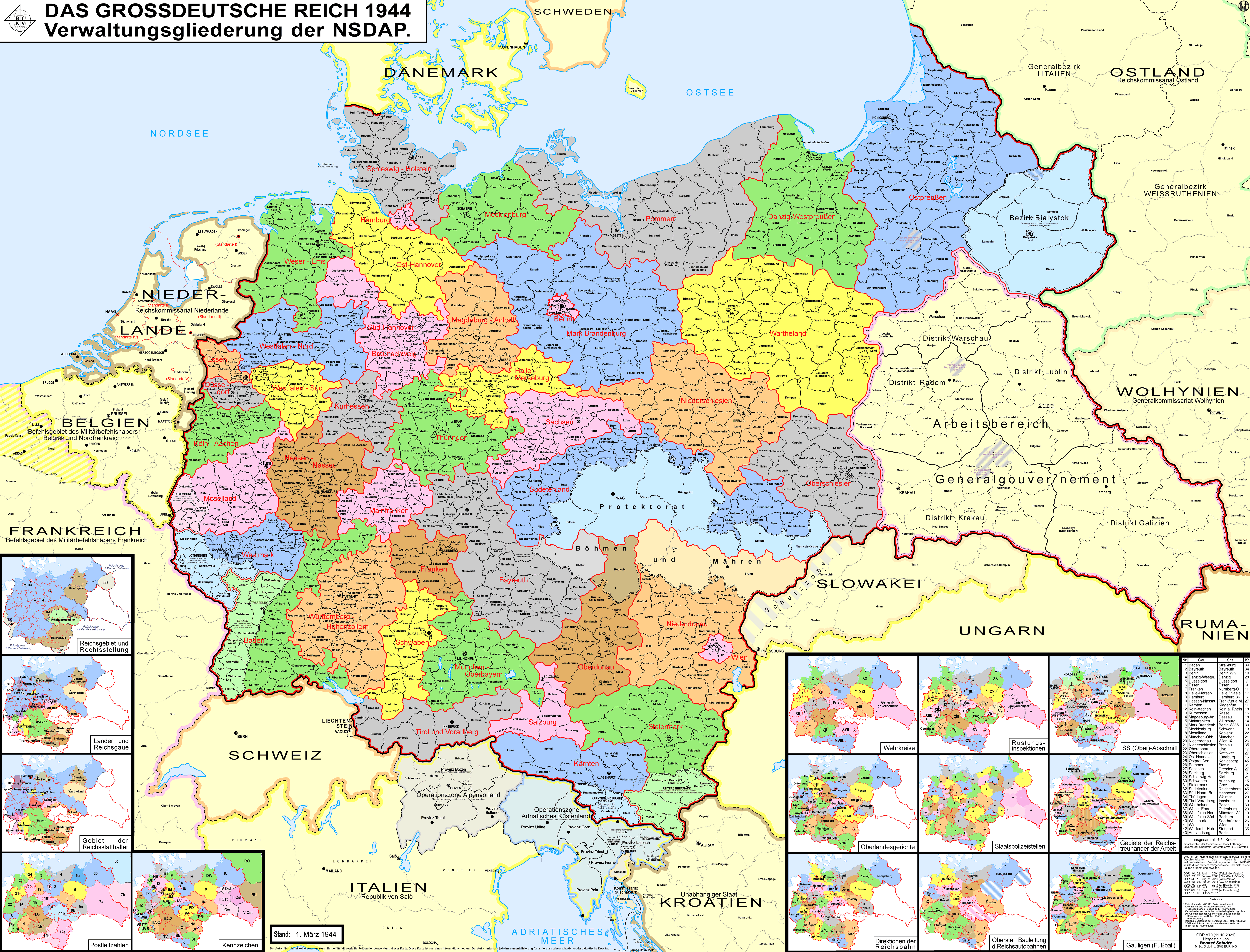
Parteigaue des Deutschen Reiches 1944

Der Gau Schleswig-Holstein war eine regionale Verwaltungseinheit der NSDAP.

## Entwicklung und Struktur
Der Parteigau umfasste hauptsächlich die Gebiete der preußischen Provinz Schleswig-Holstein, die ab 31. März 1937 (Groß-Hamburg-Gesetz) zusätzlich die Stadt Lübeck umfasste, gleichzeitig aber die Großstädte Altona und Wandsbek an Hamburg verlor. Auch die Lübecker Teile des Freistaats Oldenburg gehörten zum Gau. Er war deckungsgleich mit dem Gebiet des Reichstagswahlkreises 13. Auf der Staatsebene lag die Macht beim Reichsstatthalter für Preußen, Hermann Göring, der 1933 als Oberpräsidenten in der preußischen Provinz den Gauleiter Hinrich Lohse einsetzte, womit die Grenzen zwischen Staat und Partei aufgehoben wurden. Die Gauhauptstadt war erst Altona, dann Kiel (Gauhaus: Jensenstraße), die Fläche betrug 15.687 km², die Einwohnerzahl (1941) 1.589.267 Personen.
Der NSDAP-Gau Schleswig-Holstein wurde am 1. März 1925 in Neumünster gegründet. Zum Gauleiter ernannte Gregor Strasser den Altonaer Ortsgruppenführer Hinrich Lohse, der dieses Amt bis 1945 ausübte. Nur kurz hatte der SA-Mann Joachim Meyer-Quade das Amt inne (15. Juli – Dez. 1932). Die Stellvertreter waren zuerst der Itzehoeer Kreisleiter und Gauredner Paul Schneider, der DAF-Gauwalter Emil Brix (1932–1934?) und Wilhelm Sieh (1934/35–1945). Der Dithmarscher Bauernführer Hans Beeck konzentrierte den Parteiaufbau und die Wahlkampagnen auf die unzufriedene ländliche Bevölkerung, der Schmied Hans Kummerfeldt auf die ebenso unzufriedene Handwerkerschicht. Ernst Graf zu Reventlow saß als Agitator im Reichstag.
Wichtige Funktionen hatten der Bürgermeister von Neumünster Max Stahmer als Gauamtsleiter für Kommunalpolitik und der Gauhauptstellenleiter der Deutschen Arbeitsfront Emil Bannemann inne. Gaukulturwart war zuerst ab 1931 der Propagandist Paul Schneider, später der niederdeutsche Schriftsteller Prof. Ivo Braak, Gauwirtschaftsberater der Kieler IHK-Präsident Albert Malzahn. Ein besonderer Fall war der Kreisleiter von Eutin Wolfgang Saalfeldt, der von Hitler persönlich trotz jüdischer Abstammung geschützt worden war, am Ende aber wegen Abtreibungen abgesetzt wurde. In den Reichstag wurden 1936 gewählt: Hinrich  Lohse, Joachim Meyer-Quade (SA-Gruppenführer in Schleswig-Holstein), Wilhelm Sieh, Jakob Sporrenberg (SS-Oberführer) und Otto Triebel (Oberstarbeitsführer). Gauführerschulen bestanden im Kloster Bordesholm, in Trittau und in Barsbüttel.
Ab 1941 war der Gauleiter Hinrich Lohse zusätzlich im Reichskommissariat Ostland mit Sitz in Riga verantwortlich für die In-Wert-Setzung der besetzten Gebiete für die Kriegswirtschaft des Deutschen Reiches sowie für die Vernichtung der jüdischen Bevölkerung und die „Germanisierung“ von großen Bevölkerungsteilen. Dorthin nahm er viele Mitarbeiter aus dem Gau mit, um sie an strategischen Stellen in der Zivilverwaltung einzusetzen, insbesondere als Gebietskommissare, wie Walter Alnor, Landrat des Kreises Eckernförde, Karl Eger aus Meldorf, Landrat von Süderdithmarschen, Hans Gewecke, NSDAP-Kreisleiter Lauenburg, Hermann Hansen, Bürgermeister Husum, Walter von Medem, SA-Oberführer, Hermann Riecken, NSDAP-Bürgermeister von Heikendorf und später Kreisleiter von Flensburg-Stadt.